# Nozon
Der Nozon ist ein rund 24 km langer rechter Nebenfluss des Talent im  Schweizer Kanton Waadt. Er entwässert einen Abschnitt des Waadtländer Juras und der westlichen Randzone des Waadtländer Mittellandes und gehört zum Einzugsgebiet des Rheins.

## Geographie

### Verlauf
Der Nozon entspringt aus einer Karstquelle auf etwa 1000 m ü. M. am Fuss einer Felswand im so genannten Cul du Nozon südwestlich der Ortschaft Vaulion. Das Gebiet liegt geologisch in einer Synklinale zwischen den Juraketten des Mollendruz und der Dent de Vaulion. Wenig nördlich der Karstquelle befinden sich die beiden Höhlen Grotte du Gros-Fort und Grotte de la Pernon.
Zunächst fliesst der Nozon nach Nordosten durch den Talkessel von Vaulion. Danach wendet er sich nach Osten und überwindet im tief zwischen den Höhen von Sur Grati und Chalet Dernier eingesenkten Tal auf einer Strecke von 6 km eine Höhendifferenz von fast 300 m. Bei Romainmôtier verlässt er die eigentlichen Jurahöhen und erreicht nun das Plateau am Jurasüdfuss. In die Kalksteinschichten dieser durch Hügel gegliederten Ebene nahm der Nozon im Verlauf der Zeit seinen Lauf durch ein meist etwa 100 m tiefes Erosionstal, das im letzten Abschnitt durch einen tektonischen Grabenbruch entstanden war.
Der Oberlauf des Nozon bis Romainmôtier befindet sich im Gebiet des Naturparks Parc naturel régional Jura vaudois, der seit 2013 als Park von nationaler Bedeutung anerkannt ist. Bei der Ortschaft Croy zeichnet der Flusslauf einen Bogen nach Süden und erreicht danach das Landschaftsschutzgebiet «Pied sud du Jura proche de La Sarraz», das im Bundesinventar der Landschaften und Naturdenkmäler von nationaler Bedeutung verzeichnet ist. Beim Wasserfall Cascade du Dard beginnt ein schluchtartiger Abschnitt entlang der Störungszone im Jurabogen. Der Nozon nähert sich bis auf eine Distanz von 1,5 km der Venoge, welche zum Einzugsgebiet der Rhone gehört. Auf einer Strecke von 4 km fliessen beide Bäche parallel nach Osten, wobei sie nur durch die Höhen von Les Aleveys und Mormont voneinander getrennt sind; der niedrigste Punkt der Wasserscheide liegt auf 455 m ü. M. (in der Entreroches-Schlucht).
Beim Dorf Orny nordöstlich von La Sarraz tritt der Nozon in die landwirtschaftlich intensiv genutzte Orbeebene ein, wendet sich dabei nach Norden und weist auf den letzten sieben Kilometer in der Ebene fast kein Gefälle mehr auf. Das alte Gewässernetz in der gesamten, früher grossflächig versumpften Orbeebene wurde seit den 1880er Jahren durch ein neues, systematisches Kanalnetz ersetzt. Dabei erhielt der Nozon einen begradigten, mehrere Kilometer verlängerten Unterlauf parallel zum Canal d’Entreroches bis in die Nähe der Stadt Orbe, wo er auf 440 m ü. M. in den ebenfalls kanalisierten Fluss Talent mündet, der kurz darauf mit der Orbe zur Thielle zusammenfliesst.

### Einzugsgebiet
Das Einzugsgebiet der Nozon ist 58,15 km² gross und besteht zu 43,4 % aus Bestockter Fläche, zu 51,5 % aus Landwirtschaftsfläche und zu 4,9 % aus Siedlungsfläche.
Die Mittlere Höhe des Einzugsgebietes beträgt 826 m ü. M., die Minimale Höhe liegt bei  436 m ü. M. und die Maximale Höhe bei 1482 m ü. M.

### Zuflüsse
- Le Ruisseau de Chatrey (links)
- Le Ruisseau de Rochey (links)
- La Gay (rechts)
- La Diey (rechts)
- Le Bief de Romainmôtier (linke Abzweigung)
- Le Ruisseau du Bec à l’Aigle (rechts)
- Le Ruisseau de la Vallée d’Engens (rechts)
- Le Bief de l’Augine (rechte Abzweigung)
- Le Bief (rechts)

## Hydrologie
An der Mündung der Nozon in den Talent beträgt ihre modellierte mittlere Abflussmenge (MQ) 0,91 m³/s und ihr Abflussregimetyp ist pluvial jurassien.
Die Abflussmenge der Nozon schwankt im Laufe des Jahres relativ stark. Die höchsten Wasserstände wurden für die Monaten Februar bis April ermittelt. Ihren Höchststand erreicht die Abflussmenge mit 1,46 m³/s im April. Danach geht die Schüttung im Mai merklich zurück, sinkt dann Monat für Monat und erreicht ihren niedrigsten Stand im August mit 0,44 m³/s, um dann ab September wieder Monat für Monat stetig anzusteigen.
Der  modellierte monatliche mittlere Abfluss (MQ) der Nozon in m³/s

## Charakter
Da der Nozon durch ein Gebiet mit kalkhaltigem, verkarstetem Untergrund fliesst, in dem das Niederschlagswasser rasch versickert, besitzt er nur wenige kleine Seitenbäche. Oberhalb von Romainmôtier erhält er das Wasser aus der Karstquelle Source de la Diey. Ober- und Mittellauf des Nozon sind in weitgehend natürlichem bis naturnahem Zustand erhalten. Der Unterlauf in der Orbeebene wurde jedoch kanalisiert und begradigt.

## Geschichte
Die erste urkundliche Erwähnung des Nozon findet sich in einer historischen Quelle von 642 unter dem Namen Novisonum fluviolum; von 1049 ist die Bezeichnung Noisonem fluviolum überliefert. Der Name setzt sich aus dem gallischen Wort noviis (neu) und dem Suffix onno (Wasser) zusammen.
Das Gebiet des Nozon, insbesondere der Bereich zwischen Romainmôtier und Pompaples, war bereits zur Römerzeit besiedelt. Hier wurden an verschiedenen Orten Erzvorkommen abgebaut und in Eisenschmelzöfen weiterverarbeitet. Im Tal des Nozon wurde im 5. Jahrhundert nach Christus das Benediktinerkloster Romainmôtier gegründet.
Seit dem Mittelalter wurde die Wasserkraft des Nozon für den Betrieb von Mühlen, Sägereien und Schmieden genutzt. Im 16. Jahrhundert wurde bei Pompaples auf der Talwasserscheide zwischen den Einzugsgebieten von Rhône und Rhein eine Mühle errichtet (Moulin Bornu). Dafür wurde ein Teil des Wassers des Nozon in einen Kanal abgeleitet und zur Mühle geführt. Unterhalb der Mühle teilt sich der Kanal: ein Teil fliesst zurück zum Nozon, der andere fliesst jedoch südwärts zur Venoge und damit zur Rhône. Der Ort trägt seither den Namen Milieu du Monde (Mitte der Welt). In der Orbeebene wird Wasser aus dem Nozon für die Bewässerung der Gemüsekulturen benutzt.

## Brücken
Am Flusslauf des Nozon befinden sich vom Jura bis in die Orbeebene zahlreiche Brücken, Stege und andere Übergänge. Am Oberlauf folgt die Hauptstrasse 130 dem Flusstal stellenweise nahe am Flussbett, ohne dieses jedoch selbst zu überqueren; viele von der Hauptstrasse abzweigende Neben- und Lokalstrassen führen zu Flussbrücken, so besonders die historischen Steinbrücken von Romainmôtier und Croy. Durch Romainmôtier führte die internationale mittelalterliche Pilgerroute Via Francigena.
Bei Pompaples überqueren die Hauptstrasse 9 und die Simplonstrecke der Eisenbahn den Nozon und danach bei Orny die Hauptstrasse 133 dreimal. An der Örtlichkeit mit dem Namen Les Deux Ponts (deutsch «Die zwei Brücken») östlich von Orbe überqueren die Travys-Bahnlinie des Chemin de fer Orbe–Chavornay und die Hauptstrasse 132 (Route de Chavornay) den Nozonkanal und nahe daneben auch den Fluss Talent, und zuletzt überspannt der Viaduc de la Plaine de l'Orbe der Autobahn A9 ebenfalls sowohl den Nozon und den Talent kurz bevor die beiden kanalisierten Flüsse zusammenmünden (siehe Liste der Brücken über den Talent).